# Luigi Lucotti
Luigi Natale Lucotti (Voghera, 18 dicembre 1893 – Voghera, 29 dicembre 1980) è stato un ciclista su strada italiano, fu professionista dal 1913 al 1926.

## Carriera
Buon passista e fondista, si distinse soprattutto nelle corse a tappe, il Giro d'Italia ed il Tour de France. Partecipò a sette edizioni della corsa rosa tra il 1913 ed il 1926, vincendo la tappa dell'Aquila, una tra le tappe con la maggior durata di sempre (più di 19 ore), e classificandosi terzo nel 1914. Alla Grande Boucle, si distinse soprattutto nel 1919, vincendo le tappe di Strasburgo e di Metz e classificandosi al settimo posto finale e nel 1921, con la vittoria nella tappa di Tolone ed il quarto posto finale. Negli anni finali della carriera fu fidato gregario di Costante Girardengo. Terminato di correre, aprì un negozio di biciclette.

## Palmarès
- 1914

6ª tappa Giro d'Italia (Bari > L'Aquila)
- 1919

12ª tappa Tour de France (Ginevra > Strasburgo)
13ª tappa Tour de France (Strasburgo > Metz)
- 1921

8ª tappa Tour de France (Perpignano > Tolone)

## Piazzamenti

### Grandi Giri
- Giro d'Italia

1913: 16º
1914: 3º
1919: ritirato
1921: ritirato
1923: 25º
- Tour de France

1919: 7º
1921: 4º
1925: ritirato (4ª tappa)

### Classiche monumento
- Milano-Sanremo

1914: 7º
1915: 2º
1919: 7º
1921: 11º
1922: 11º
1923: 10º
1924: 18º
- Giro di Lombardia

1913: 7º
1914: 11º
1917: 4º
1924: 18º